# شرطة الشعب

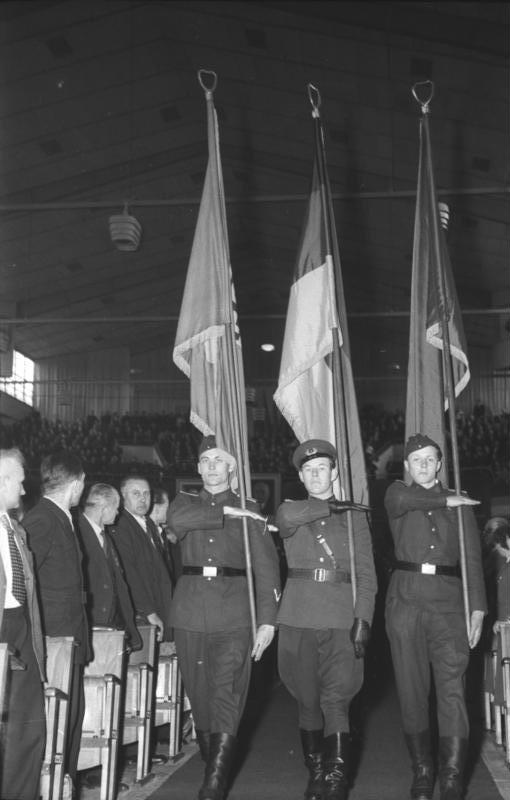
حامل قياسي لشرطة الشعب خلال مؤتمر SED 1954

شرطة الشعب ( KVP ، الألمانية لشرطة الشعب المفترسة ) مقدمة للجيش الشعبي الوطني (NVA) في ألمانيا الشرقية. كان مقرها الأصلي في منطقة أدلرزهوف في برلين، ومن عام 1954 في شتراوسبرج في براندنبورغ في العصر الحديث. انتهى وجودها بعد عام 1956، بعد أن تحولت إلى NVA، لكن غالبًا ما يتم خلطهم مع وحدات الشرطة شبه العسكرية اللاحقة، وهي وحدات إنذار شرطة الشعب .
في أكتوبر 1948، شكلت الإدارة العسكرية السوفيتية في ألمانيا شرطة الإنذار ( Bereitschaftspolizei )، وهي قوة من الوحدات المسلحة الموجودة في الثكنات وتدربت بالزي العسكري. تتألف القوة من أربعين وحدة تضم كل منها ما بين 100 و250 رجلاً، وتخضع الوحدات لسلطات المقاطعات. تم تجنيد العديد من الضباط والرجال من بين أسرى الحرب الألمان المحتجزين في الاتحاد السوفيتي.
في نوفمبر 1948 ، تولت الإدارة الداخلية الألمانية ( Deutschen Verwaltung des Innern ، DVdI) المسؤولية عن القوة (وقوات الحدود ) وأدرجتهم في القسم المسمى Hauptabteilung Grenzpolizei und Bereitschaften (HA GP / B). تمت إعادة تسمية القسم إلى Verwaltung für Schulung (VfS) في 25 أغسطس 1949،  إلى Hauptverwaltung für Ausbildung (HVA) في 15 أكتوبر 1949  و Kasernierte Volkspolizei (KVP) في 1 يونيو 1952. 
بالإضافة إلى القوات البرية شملت HVA و KVP أيضا ذراع بحرية وجوية منفصلة. في ديسمبر 1952، كانت عضوية KVP تصل إلى 90250. مارس حزب الوحدة الاشتراكي الحاكم في ألمانيا والسلطات العسكرية السوفيتية سيطرة أيديولوجية صارمة على القوة.